# محمد بن فيصل بن سعود آل سعود
الأمير محمد بن فيصل بن سعود بن محمد آل سعود رئيس نادي الهلال السعودي منذ 2004 وحتى 2008، ثم عاد لاحقًا لرئاسة النادي في سبتمبر 2018. ولد في الرياض ونشأ في جدة وتخرج من جامعة كاليفورنيا قسم اقتصاد عام 2001. له نحو 14 قصيدة مغناه تحت اسم المحتار الذي له علاقة باسم جده سعود بن محمد الملقب بالمحتار.

## البطولات التي حققها أثناء رئاسته لنادي الهلال

### الفترة الأولى
في عهده كانت رعاية الأندية لا تتجاوز 3 ملايين ولكنه وقع عقد مع موبايلي بقيمة 250 مليون لمدة 5 سنوات وكان هذا العقد هو بداية الاستثمار الرياضي الحقيقي.
وفي عهده أيضاً تم رفع أسعار اللاعبين بمشاركة رئيس نادي الاتحاد الأسبق منصور البلوي ، حيث تم شراء عقد اللاعب ياسر القحطاني بما يقارب 23 مليون، بينما تم عرض مبلغ 50 مليون من نادي الاتحاد ولكن اللاعب اختار نادي الهلال رغم أن المبلغ أقل من مبلغ نادي الاتحاد.
- العام الأول
  - البطل لكأس الأمير فيصل بن فهد أمام  الاتفاق
  - البطل لكأس التضامن ضد الإرهاب أمام الاتحاد
  - البطل لكأس ولي العهد أمام القادسية
  - كأس دوري خادم الحرمين الشريفين أمام الشباب
- العام الثاني
  - كأس الأمير فيصل بن فهد أمام الأهلي
  - البطل لكأس ولي العهد أمام الأهلي
  - وصيف لبطل كأس خادم الحرمين الشريفين أمام الشباب
- العام الثالث
  - التأهل لربع نهائي كأس آسيا
  - وصيف بطل كأس دوري خادم الحرمين الشريفين أمام الاتحاد
- العام الرابع
  - بطل لكأس ولي العهد أمام الاتفاق
  - بطل للدوري السعودي للمحترفين 1428 ـ 1429
  - المركز الثالث في بطولة كأس الملك (البرونزية)

### الفترة الثانية
عُين للمرة الثانية لرئاسة نادي الهلال في نهاية عام 2018.

## الأسرة
- والده هو  فيصل بن سعود بن محمد آل سعود (الذي دعم ابنه خلال رئاسته لنادي الهلال).
- والدته هي  عتاب بنت سلطان بن عبد العزيز آل سعود.
- جده لوالده هو سعود بن محمد بن عبد العزيز بن سعود آل سعود (الملقب بالمحتار).
- جدته لوالده هي  شيمة بنت محمد بن ضاري بن طوالة (متوفاة؛ في عام 2009).[1]
- جده لوالدته هو سلطان بن عبد العزيز آل سعود.
- جدته لوالدته هي ليلى بنت محمد بن سعود الثنيان آل سعود (أخت الملكة عفت بنت محمد بن سعود الثنيان آل سعود).
- كان متزوج من  مضاوي بنت عبد الله بن عبد العزيز آل سعود.[2]

## إخوته
- بندر بن فيصل بن سعود آل سعود.
- فهد بن فيصل بن سعود آل سعود.
- نورة بنت فيصل بن سعود آل سعود.

## أعمامه
- خالد بن سعود بن محمد آل سعود.
- فهد بن سعود بن محمد آل سعود.
- الشاعر عبد العزيز بن سعود بن محمد آل سعود (الملقب بالسامر).
- بندر بن سعود بن محمد آل سعود (الأمين العام للهيئة السعودية للحياة الفطرية سابقًا).
- تركي بن سعود بن محمد آل سعود (نائب رئيس مدينة الملك عبد العزيز للعلوم والتقنية).
- سلطان بن سعود بن محمد آل سعود.
- سعد بن سعود بن محمد آل سعود.
- بدر بن سعود بن محمد آل سعود.
- نايف بن سعود بن محمد آل سعود.
- نواف بن سعود بن محمد آل سعود.
- متعب بن سعود بن محمد آل سعود.
- أحمد بن سعود بن محمد آل سعود.
- عبد المجيد بن سعود بن محمد آل سعود.
- المنصور بن سعود بن محمد آل سعود.